# 7,5 cm KwK 37
De 7,5 cm KwK 37 was een Duitse tankkanon, voornamelijk gebruikt op de Panzer IVs en StuG IIIs tijdens de Tweede Wereldoorlog. Het wapen was bedoeld voor ondersteuning op korte afstanden en ook om hoogexplosieve kogels te vuren. In maart 1942 werden alle KwK 37s gedemonteerd en vervangen door de langere KwK 40, omdat deze effectiever was tegen tanks. De gedemonteerde kanonnen werden hergebruikt op Panzer IIIs en andere infanterieondersteuningsvoertuigen.

## Gebruik
- Neubaufahrzeug
- Panzer III Ausf. N
- Panzer IV Ausf. A, C, D, E, en F
- Sturmgeschütz III Ausf. A, B, C, D, en E
- Sd.Kfz. 233 Schwerer Panzerspähwagen "Stummel"
- Sd.Kfz. 234/3 Schwerer Panzerspähwagen "Stummel"
- Sd.Kfz. 251/9 Schützenpanzerwagen (7.5 cm KwK37) "Stummel"